# Велика Ложа
Велика Ложа (англ. Grand Lodge), або Великий Схід (англ. Grand Orient) — масонський керівний орган, що управляє Блакитними Ложами Символічного (Іоанівського) Масонства, в конкретній юрисдикції. Зазвичай вона об'єднує Масонські Ложі за національно-територіальним принципом (Велика Ложа України, Об'єднана Велика Ложа Англії, Об'єднані Великі Ложі Німеччини, Великий Схід Італії тощо).

## Історія

### Перші Великі Ложі
Першою Великою Ложею була Перша Велика Ложа для Англії (англ. Premier Grand Lodge of England), заснована 24 червня 1717 року в Лондоні, в таверні «Гусак та Рожен» англ. Goose and Gridiron Ale House на St Paul's Churchyard. В перші роки мова йшла, переважно, про зустрічі Достойних Майстрів окремих Лож, до 1721 року, з цього моменту почалась діяльність, подібна до сучасної. В 1725 році Засновується Велика Ложа Ірландії і в 1736 році Велика Ложа Шотландії. В 1743 році виникає Велика Англійська Ложа Франції (фр. Grand Loge Anglaise de France), це було виникнення першого філіалу, Великої Провінційної Ложі, у Франції. Дещо пізніше, в 1755 році, ця Велика Ложа оголошує незалежність та приймає назву Велика Ложа Франції (фр. Grand Loge de France), таким чином виникла перша незалежна Велика Ложа на континенті.

### Виникнення Об'єднаної Великої Ложі Англії
17 липня 1751 року представники п'яти Лож зібралися в таверні «Турецька Голова» (англ. «Turk's Head») на Greek Street в Сохо, в Лондоні, і створили конкуруючу Першій Великій Ложі для Англії, так звану Велику Ложу «Древніх» (англ. Antient Grand Lodge of England). Вони були впевнені, що практикують древнішу, а тому чистішу форму масонства. Вони назвали Першу Велику Ложу «сучасними» (англ. «the Moderns») — епітетом, що ніс, як вони вважали, зневажливий відтінок.
В 1809 році дві Великі Ложі почали процес перемовин, з метою об'єднання, і створили спеціальну комісію. Протягом чотирьох наступних років велися консультації і створювався ритуал на базі тих, що практикувалися в обидвох Великих Ложах. 27 грудня 1813 року у Freemasons' Hall в Лондоні відбулася церемонія, заснування Об'єднаної Великої ложі Англії та обрання її Великого Майстра. Ним став Герцог Сасекського, молодший син короля Георга III. Був прийнятий єдиний стандарт ритуалу, відомий як  «ритуал майстерності (ремесла) системи лож Емулейшен», хоча в деяких Ложах продовжують практикувати старі ритуали.

## Юрисдикція
Юрисдикція Великої Ложі, зазвичай, збігається з територією держави, в якій вона діє. Кожна Велика Ложа діє незалежно від інших Великих Лож, користується власними правилами та ритуалами і має свої правила визнання інших лож. Не існує центрального органу який би контролював діяльність всіх Великих Лож у світі, отже політика та практика кожної Великої Ложі постійно змінюється, хоча, загалом, всі Великі Ложі діють в приблизно однакових рамках. Відсутність центрального керівного органу означає, що Великі Ложі утримуються разом виключно через дружнє спілкування одна з одною. Коли дві Великі Ложі визнають одна одну вони знаходяться «в Мирі» англ. «in Amity». Це означає, що вони визнають одна одну законними (регулярними) і дозволяють масонам однієї Великої Ложі відвідувати праці Лож другої Великої Ложі. Ложі, що не визнають одна одну, не дозволяють взаємне відвідування своїм членам. причиною відсутності визнання між Великими ложами, зазвичай, є порушення котроюсь з Великих Лож  однієї з визначних пам'яток масонства.
Хоча Об'єднана Велика Ложа Англії, Велика Ложа Ірландії і Велика Ложа Шотландії регулюють масонство в своїх країнах, в країнах континентальної Європи зазвичай існує більше однієї Великої Ложі в країні. Історично склалося так, що в Сполучених Штатах існує одна Велика Ложа в кожному штаті. А останнім часом в більшості з них дві- «традиційна» Велика Ложа і Велика Ложа Прінса Хола. Всі «традиційні» Великі Ложі Сполучених Штатів Америки визнали одна одну, і більшість мають взаємне визнання з Великими Ложами Прінса Хола.
Масонство Прінса Хола, було сформоване в той час коли масонство в Сполучених Штатах було фактично сегреговане і складається, переважно, з темношкірих членів. Свого часу різні філософські та технічні причини завадили «традиційним» Великим Ложам США визнати Великі Ложі Прінса Хола як регулярні масонські органи, що діють відповідно до Визначних пам'яток масонства. Починаючи з однієї Великої Ложі Прінса Хола, для всіх Сполучених Штатів, вони розрослися і в наш час[коли?] окремі Великі Ложі Прінса Хола працюють в більшості штатів США . Багато Великих Лож Прінса Хола також інсталюють та керують Ложами Прінса Хола за кордоном, головним чином на території або поблизу американських військових баз. З початку 1990-х років, між більшістю, але не всіма, Великими Ложами США і Великими Ложами Прінса Хола  стало поширюватися взаємне визнання і заохочення відвідувань та спілкування між їх членами.

## Інші організації
Інші організації, які приймають тільки майстрів масонів, наприклад, додаткові ступені Шотландського Обряду та Шрайнерс, мають свої власні керівні органи, які не називаються Великими Ложами та не є безпосередньо підзвітними Великій Ложі в юрисдикції якої вони працюють. Інші Ордени що афіліюють масонів, такі як Орден Східної Зорі і Демоле, також є незалежними. Однак, керівництво цих організацій, як правило, покладено на Великі Ложі в тих регіонах де вони працюють.